# 사라 카르보네로
사라 카르보네로 아르벨로(스페인어: Sara Carbonero Arévalo, 1984년 2월 3일 ~ )는 스페인의 텔레비전 진행자이다.